# A26 (Belgien)
För andra betydelser, se A26.

A26 (Belgien)

A26 är en motorväg i Belgien som går mellan Liège och Neufchâteau.